# Изолевцин
Изолевцин (съкратено Ile или I) е α-аминокиселина с химическа формула HO2CCH(NH2)CH(CH3)CH2CH3. Тя е незаменима аминокиселина, което означава, че човешкият организъм не може да я синтезира и тя трябва да се набавя с храната. Нейните кодони са AUU, AUC и AUA.
С въглеводородна странична верига изолевцина се класифицира като хидрофобна аминокиселина. Наред с треонина изолевцинът е една от двете аминокиселини, притежаващи хирална странична верига. Възможни са четири стереоизомера на изолевцина, включително два диастереоизомера на L-формата. Въпреки всичко, естествената форма на изолевцина в природата е енантиомера (2S,3S)-2-амино-3-метилпентанова киселина.

## Катаболизъм
Изолевцинът е едновременно глюкогенна и кетогенна аминокиселина. След трансаминиране с алфа-кетоглутарат въглеродния скелет може да се преобразува в сукцинил-КоА или да се включи в цикъла на Кребс за окисление или превръщане в оксалоацетат, участващ в глюконеогенезата (оттук глюкогенен). Също така изолевцинът може да бъде превърнат в ацетил-КоА и включен в цикъла на Кребс чрез кондезиране с оксалоацетат до образуване на цитрат. При бозайниците ацетил-КоА не може да бъде превърнат обратно до въглехидрат, но може да бъде използван в синтезата на кетонни тела или мастни киселини (оттук кетогенен).
Биотин, понякога известен и като Витамин B7 или Витамин H, е абсолютно необходим за пълния катаболизъм на изолевцина (както и на левцина). Без необходимия биотин човешкото тяло не може напълно да разгради молекулите на изолевцина и левцина.
Нарушената обмяна на двете аминокиселини може да доведе до физиологични промени (свързани с мускулите и протеиновия синтез, липидния метаболизъм, както и метаболизма на мастните киселини), когнитивни нарушения произхождащи от общ метаболитен недостиг, както и от дразнещите ефекти на хидроксиизовалерата – страничен продукт от непълния катаболизъм на изолевцина. Изовалератна ацидемия е пример за заболяване причинено от непълния катаболизъм на левцин.

## Хранителни източници
Въпреки че тази аминокиселина не се продуцира от животните, тя се съхранява в големи количества. Храни съдържащи високо количество изолевцин са яйцата, соевия протеин, водораслите, пуешкото, пилешкото и агнешкото месо, сиренето и рибата.

## Изомери
|                                                   |
| L-изолевцин (2S,3S) и D-изолевцин (2R,3R)         |
|                                                   |
| L-ало-изолевцин (2S,3R) и D-ало-изолевцин (2R,3S) |